# Keldysh (cráter)

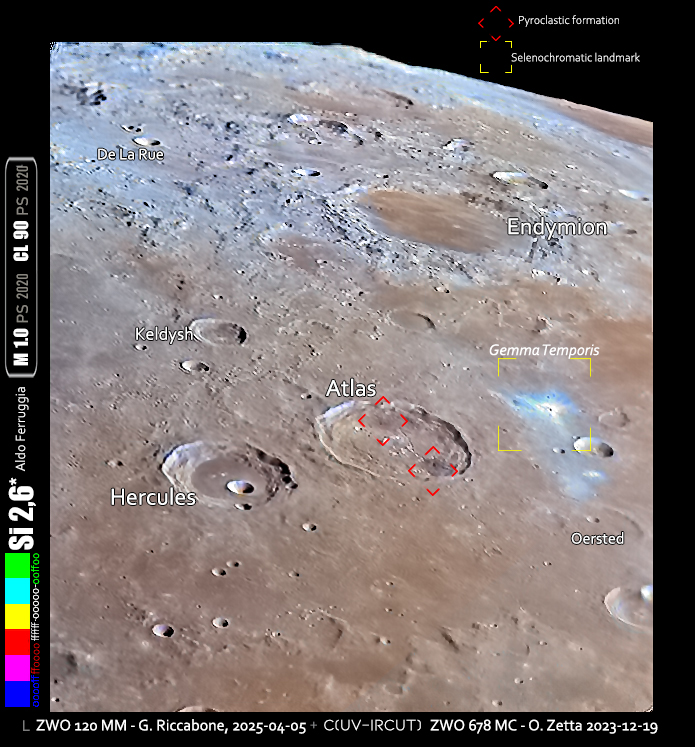
El cráter en formato selenocromático

Keldysh es un cráter de impacto que se encuentra en la parte noreste de la Luna, en el margen este del Mare Frigoris, justo al norte del prominente cráter Atlas, y al noreste del notable cráter Hércules.
El borde del cráter es generalmente circular, aunque da la apariencia de una ligera protuberancia hacia el este. Su perfil es afilado y muestra poca apariencia de desgaste, con solo un pequeño cráter en el borde oriental. La pared interior se inclina directamente hacia el fondo sin terrazas de eyección en la base. El suelo interior es relativamente liso, libre de impactos o accidentes notables.
|  |

Este cráter fue previamente designado Hercules A como cráter satélite de Hércules, antes de ser renombrado por la UAI.